# SK Samokow
Der SK OTP Samokow (bulgarisch: СК ОТП Самоков) in älteren Dokumenten meist SK Samokow, in neueren meist OTP genannt, ist ein Skisprungverein aus Samokow in Bulgarien. 

## Geschichte
Das Skispringen hat eine lange Geschichte in Samokow. Viele wichtige Skispringer der bulgarischen Wintersportgeschichte kamen aus Samokow, zum Beispiel Wladimir Brejtschew, Emil Sografski, Petar Fartunow und Wladimir Sografski, die beiden letzteren waren sogar selbst Mitglied im Ski Klub Samokow.
Die Tschernijat Kos, die Schanze des SK Samokow, die auch vom SK Rila, einem weiteren erfolgreichen Verein Bulgariens, mitgenutzt wird und lange die einzige Schanze Bulgariens war, war Austragungsort der bulgarischen Meisterschaften 2004 und 2010, zudem wurden mangels anderer Schanzen ein Großteil der nationalen Wettkämpfe, wie der vom Verein ausgerichtete Samokow-Pokal dort ausgetragen. Zwar wurde die HS 39 Schanze 2017 abgerissen, jedoch wurden anschließend eine K 10 und eine K 5 Schanze neu gebaut und auch eine K 35 und eine K 65 sind in Planung.
Die jüngeren Skispringer aus Samokow werden mittlerweile meist unter dem Vereinsnamen OTP geführt und sind besonders auf nationaler Ebene sehr erfolgreich. Zu erwähnen sind Wessela Karadimowa, ehemalige bulgarische Rekordhalterin, Nikolai Kolew und Iwajlo Dimitrow, bulgarische Juniorenmeister und Krassimir Simitschijski, nach Wechsel zum SK Rilski bulgarischer Meister.

## Persönlichkeiten
- Petar Fartunow
- Emil Sografski
- Wladimir Sografski
- Martin Sografski
- Krassimir Simitschijski
- Nikolai Kolew
- Iwajlo Dimitrow
- Georgi Karadschinow
- Kamen Sotirow
- Zwetan Tonew
- Rotislaw Atanassow
- Wessela Karadimowa
- Iwa Karadimowa
- Victoria Krastanowa
- Raja Krastanowa